# Вабаска
Вабаска (енгл. Wabasca River) је река у канадској провинцији Алберта, и друга је по величини десна притока реке Пис. 
Извире из малог језера Санди у централном делу Алберте, источно од језера Утикума. Тече ка северу и пролази кроз језера Јужна и Северна Вабаска. Језеро Јужна Вабаска је мање и има површину од 61,6 км², док Северна Вабаска обухвата површину од 99,4 км².
Улива се у реку Пис западно од села Форт Вермилион. 
У горњем делу тока протиче кроз подручја тајги, док је у доњем делу тока шумостепа. 